# دیالکتیک روشنگری
دیالکتیک روشنگری (به آلمانی: Dialektik der Aufklärung) کتابی است نوشتهٔ ماکس هورکهایمر و تئودور آدورنو که در سال ۱۹۴۷ منتشر شد.
این کتاب مهم‌ترین اثر نظریهٔ انتقادی است که به بررسی وضع روان‌اجتماعی‌ای می‌پردازد که مکتب فرانکفورت آن را شکستِ روشنگری می‌داند.

## ترجمه به فارسی
این اثر در سال ۱۳۸۳ توسط مراد فرهادپور و امید مهرگان به فارسی برگردانده شده و انتشارات گام نو آن را منتشر کرده است. خسرو ناقد در کتاب سنجش دیالکتیک روشنگری (نشر نی) به بررسی و نقد برخی از نظریه‌های ماکس هورکهایمر و تئودور آدورنو پرداخته و افزون بر این در پیوست کتاب خود خطاها و کاستی‌های ترجمهٔ فارسی کتاب را نیز نشان داده است.

## موضوع
موضوع اصلی کتاب توضیح این مطلب است که هدف اصلی روشنگری آزاد کردن انسان از اختناق سیاسی و بدبختی اقتصادی و مادی بوده است؛ ولی روشنگری خود تبدیل به اسطوره‌ای شده است که همراه با بدبختی و فلاکت است. از منظر آدورنو و هورکهایمر پروژهٔ عقلانی روشنگری به تسلط تکنولوژی بر جهان و اسیر و بنده شدن فرد در نظام‌های توتالیتر منجر شده است.

## فهرست کتاب
- مفهوم روشنگری
- ضمیمهٔ ۱: ادیسئوس یا اسطورهٔ روشنگری
- ضمیمهٔ ۲: ژولیت یا روشنگری و اخلاق
- صنعت فرهنگ‌سازی: روشنگری به مثابه فریب توده‌ای
- عناصر یهودی‌ستیزی: مرزهای روشنگری
- یادداشت‌ها و طرح‌ها
- ضمیمهٔ پایانی: الگوی کلی فرهنگ توده[۵]